# Perry (Illinois)
Perry és una població dels Estats Units a l'estat d'Illinois. Segons el cens del 2000 tenia 437 habitants.

## Demografia
Segons el cens del 2000, Perry tenia 437 habitants, 198 habitatges, i 120 famílies. La densitat de població era de 444 habitants/km².
Dels 198 habitatges en un 25,8% hi vivien nens de menys de 18 anys, en un 52,5% hi vivien parelles casades, en un 5,6% dones solteres, i en un 38,9% no eren unitats familiars. En el 35,4% dels habitatges hi vivien persones soles el 23,2% de les quals corresponia a persones de 65 anys o més que vivien soles. El nombre mitjà de persones vivint en cada habitatge era de 2,21 i el nombre mitjà de persones que vivien en cada família era de 2,89.
Per edats la població es repartia de la següent manera: un 23,8% tenia menys de 18 anys, un 5,3% entre 18 i 24, un 22,7% entre 25 i 44, un 21,7% de 45 a 60 i un 26,5% 65 anys o més.
L'edat mediana era de 44 anys. Per cada 100 dones de 18 o més anys hi havia 85 homes.
La renda mediana per habitatge era de 26.458 $ i la renda mediana per família de 35.750 $. Els homes tenien una renda mediana de 27.083 $ mentre que les dones 19.375 $. La renda per capita de la població era de 20.383 $. Aproximadament el 18,2% de les famílies i el 24,4% de la població estaven per davall del llindar de pobresa.

## Poblacions més properes
El següent diagrama mostra les poblacions més properes.